# Varenga

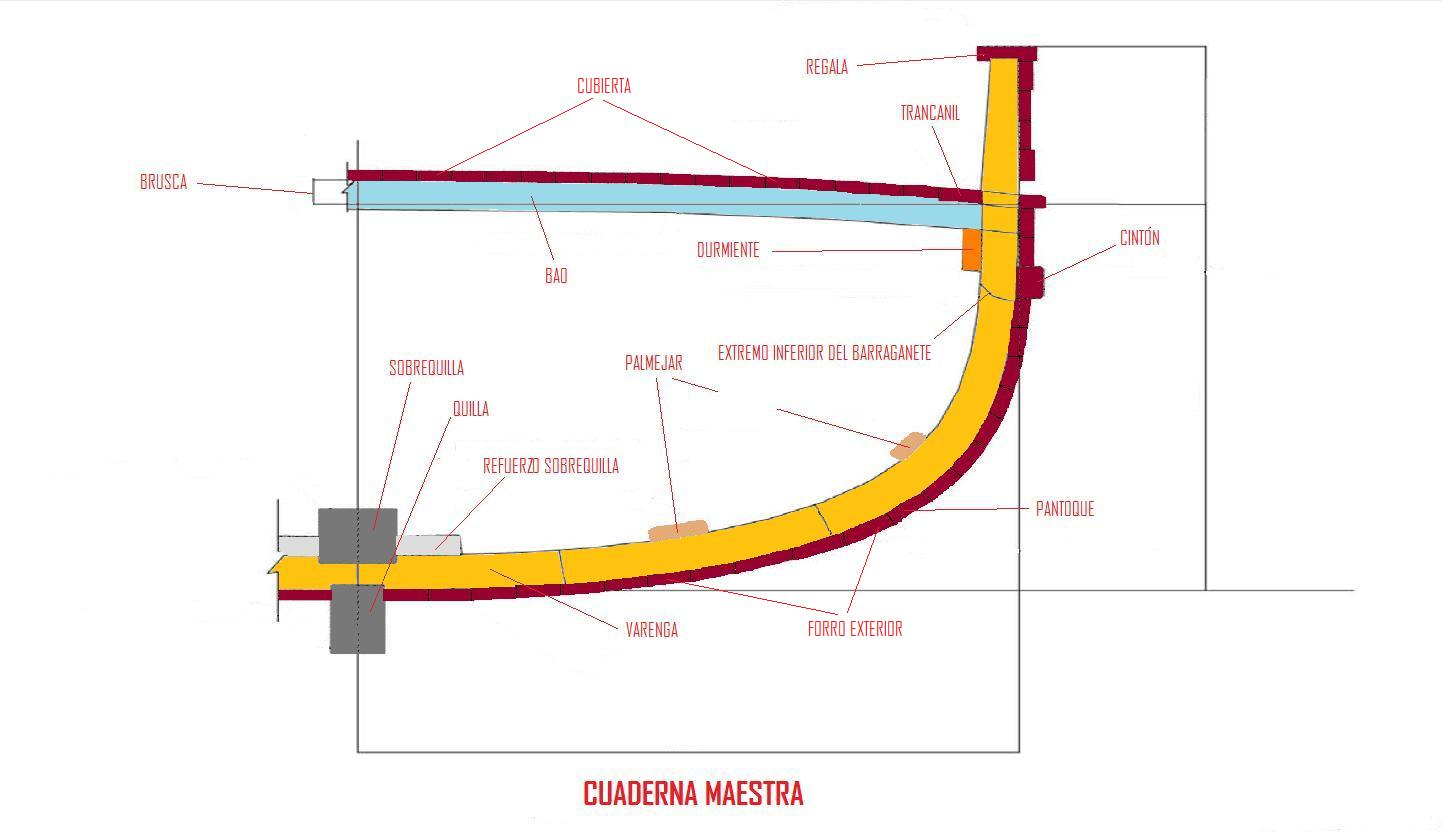
Esquema estructural con la varenga al inicio del arranque del costillar, entre la quilla y la contraquilla.

En náutica, la varenga (orenga, cereta, ant. postura) es la primera pieza curva que se pone atravesada en sentido perpendicular o de babor a estribor sobre la quilla para formar la cuaderna. (fr. Varengue; ing. Floor, Timber; it. Matera, Piana, Majere).

## Etimología
En el uso común y general de la marinería y acaso con el conocimiento de tomar la parte por el todo la varenga se equivoca muchas veces con la cuaderna o se usa indistintamente una por otra, y según la Academia (Diccionario de la lengua Castellana) y Terreros (Diccionario Castellano) se dice también orenga y cerreta, y aun en lo antiguo postura, según otro de los diccionarios consultados, pero entre constructores en el día son desconocidas estas denominaciones y aquella equivalencia.

## Tipos de varengas
Según es el sitio que ocupa, así el ángulo de sus dos ramas o brazos es más o menos agudo y toma la denominación respectiva como
- Varengas planes (Varengas planas, Varengas llanas): son las más abiertas que forman el plan del buque.
  - Varenga maestra: es la del mayor ángulo y sobre que se levanta o construye la cuaderna del mismo sobrenombre.

- Varengas levantadas: son las que empiezan a cerrar el ángulo de sus ramas y siguen a las anteriores hacia proa y hacia popa.
  - Horquilla (Horqueta, Forcaz, Horcaz, Orcaz):
  - Piques (Planes piques, Varengas piques, Varengas capuchinas, Piques capuchinos, Curvas capuchinas):
  - Bulárcama (Varenga llana, Varenga levantada de sobre plan): correspondientes a los lugares respectivos de las cuadernas cuyas varengas tienen igual denominación.